# 木の根
木の根（きのね）は、千葉県成田市の大字。郵便番号は282-0005（成田国際空港内）、286-0105（その他）。

## 地理
成田市の南東部に位置し、遠山地区に所属する。周辺の古込、香山新田、菱田（山武郡芝山町）、三里塚、天浪と隣接する。
南北に芝山鉄道が縦断するが、駅はない。
東側の一部を除き、区域の大部分が成田国際空港（旧称・新東京国際空港）の敷地内であり、誘導路などの施設が置かれている。

## 歴史
戦前は宮内庁下総御料牧場の敷地の一部であり、三里塚市街地市民の菜園地もあった。
戦後、小川明治（のち三里塚芝山連合空港反対同盟副委員長）が率いた菱田出身者を中心とした「三里塚第一開拓組合」が入植し、木の根第二の原・木の根第三の原で開拓が行われた（牧場地として残された地区は木の根第一の原となった）。
新東京国際空港建設が決定すると、三里塚闘争（成田空港問題）が発生した。団結小屋も立てられ、木の根団結砦撤去事件も発生している。現在でも木の根ペンションが残り、芝山鉄道線や千葉県道44号（成田小見川鹿島港線）がこの敷地を迂回する形で縦貫している。
空港の工事で縄文時代早期の土器が出土しており、当時としては日本最古とされた三角形状の土偶も発掘されている（当該遺物は県の有形文化財に指定され、現在でも関東地方で一番古いとされる）。

## 小・中学校の学区
市立小・中学校に通う場合、学区は以下の通りとなる。
| 地域 | 小学校               | 中学校             |
| ---- | -------------------- | ------------------ |
| 全域 | 成田市立三里塚小学校 | 成田市立遠山中学校 |

## 施設
- 成田国際空港
- 木の根ペンション

## 交通

### 道路
- 千葉県道・茨城県道44号成田小見川鹿島港線

### 鉄道
- JR東日本成田線空港支線、京成電鉄本線・成田空港線
  - 成田空港駅